# Liste des ministres généraux des franciscains
Pour un article plus général, voir Ministre général (Franciscain).
Cette page donne la liste des ministres généraux des franciscains.

## Ministres de l'ordre indivis
- François d'Assise (1210-1226)
- 1 Giovanni Parenti (1227-1232)
- 2 Élie de Cortone (1232-1239)
- 3 Albert de Pise (1239-1240)
- 4 Aymon de Faversham (en) (1240-1243)
- 5 Crescence de Jesi (1244-1247)
- 6 Jean de Parme (1247-1257)
- 7 Bonaventure de Bagnorea (1257-1274)
- 8 Girolamo Masci da Ascoli (1274-1279)
- 9 Bonagrazia de Bologne (1279-1283[1])
- 10 Arlotto de Prato (1285[2]-1286[3])
- Guillaume de Falgar (1285-1288), vicaire général
- 11 Matteo d'Acquasparta (1287[4]-1289)
- 12 Raymond Geoffroy (1289-1295)
- 13 Giovanni Minio da Morrovalle[5] (1296-1304)
- 14 Gonzalve d'Espagne (1304-1313)
- 15 Alessandro Bonini d'Alessandrie (1313-1314)
- 16 Michele da Cesena (1316-1328)
- Bertrand de la Tour (1328-1329), vicaire général
- 17 Guiral Ot (1329-1342)
- 18 Fortanier de Vassal (1343-1348)
- 19 Guillaume Farinier (1348-1357)
- 20 Juan Bouchier (1357-1358)
- 21 Marco de Viterbe (1359-1366)
- 22 Tommaso da Frignano (1367-1372)
- 23 Leonardo Rossi (1373-1378)
- 24 Ludovico Donato (1379-1383)
- 25 Pietro de Conzano (1383-1384)
- 26 Martino Sangiorgio de Rivarolo (1384-1387)
- 27 Enrico Alfieri (1387-1405)
- 28 Antonio Vinitti de Pereto (1405-1408)
- Angelo Salvetti (1408-1409), vicaire général
- 29 Antonio da Cascia (1410-1415)

Antonio Vinitti da Pereto (1415-1420)
Contemporainement, pendant la papauté d'Avignon :
- Angelo da Spoleto (1379-1391)
- John Chevegneyo (1391-1402)
- Giovanni Bardolini (1403-1417)

- 30 Angelo Salvetti (1421-1424)
- 31 Antonio da Massa Marittima (1424-1430)
- 32 Guglielmo da Casale (it) (1430-1442)
- Alberto Berdini da Sarteano (1442-1443), vicaire général
- 33 Antonio Rusconi (1443-1449)
- 34 Angelo Cristofori del Toscano (1450-1453)
- 35 Jacobo Bassolini da Mozzanica (1454-1457)
- 36 Jaime Zarzuela (1458-1464)
- 37 Francesco della Rovere (1464-1469)
- 38 Zanetto de Udine (1469-1475)
- 39 Francesco Nanni dit Samson (1475-1499)
- 40 Egidio Delfini d'Amelia (1500-1506)
- 41 Rainaldo Graziani de Cotignola (1506-1510)
- 42 Filippo Porcacci da Bagnacavallo (1510-1511)
- Gomez de Lisboa (1511-1512), vicaire général
- 43 Bernardino Prati (1511-1517)

Séparation de l'ordre en trois branches :

### Ministres généraux desfranciscainsobservants
| Rang | Nom                                  | Pays d'origine | Dates     | Notes           |
| ---- | ------------------------------------ | -------------- | --------- | --------------- |
| 44   | Cristoforo Numai                     | Italie         | 1517-1518 |                 |
| 45   | Francesco Licheto                    | Italie         | 1518-1520 |                 |
| 46   | Paolo da Soncino                     | Italie         | 1520-1523 |                 |
| 47   | Francisco de Angelis Quinones        | Espagne        | 1523-1527 |                 |
|      | Antonio da Calcena                   | Italie         | 1527-1529 | vicaire général |
| 48   | Paolo Pisotti                        | Italie         | 1529-1533 |                 |
| 49   | Vincenzo Lunello                     | Italie         | 1535-1541 |                 |
| 50   | Giovanni Matteo da Calvi             | Malte          | 1541-1547 |                 |
| 51   | Andreas Alvarez                      | Portugal       | 1547-1553 |                 |
| 52   | Clemente Dolera                      | Italie         | 1553-1557 |                 |
|      | vicaire général inconnu              |                | 1557-1559 |                 |
| 53   | Francisco Zamora de Cuenca           | Espagne        | 1559-1565 |                 |
| 54   | Aloisio Pozzi de Borgonuovo          | Italie         | 1565-1571 |                 |
| 55   | Christopher de Chaffontaines         | France         | 1571-1579 |                 |
| 56   | Francisco Gonzaga                    | Italie         | 1579-1587 |                 |
| 57   | Francesco da Tolosa                  |                | 1587-1593 |                 |
| 58   | Bonaventura Secusi de Caltagirone    | Italie         | 1593-1600 |                 |
| 59   | Francisco Susa de Tolède             | Espagne        | 1600-1606 |                 |
| 60   | Arcangelo Gualterio de Messine       | Italie         | 1606-1612 |                 |
| 61   | Juan Hierro                          | Espagne        | 1612-1613 |                 |
|      | Antonio de Trejo                     |                | 1613-1618 |                 |
| 62   | Benigno da Genova                    | Italie         | 1618-1625 |                 |
| 63   | Bernardino da Senna                  | Portugal       | 1625-1631 |                 |
| 64   | Giovanni Battista da Campania        | Italie         | 1633-1639 |                 |
| 65   | Juan Marinero de Madrid              | Espagne        | 1639-1645 |                 |
| 66   | Giovanni Mazzara                     | Italie         | 1645-1648 |                 |
| 67   | Pedro Manero                         |                | 1651-1655 |                 |
| 68   | Michaelangelo Buongiorno de Sambuca  | Italie         | 1658-1664 |                 |
| 69   | Ildefonso Salizanes                  | Espagne        | 1664-1670 |                 |
| 70   | Francesco Maria Rhini                | Italie         | 1670-1674 |                 |
| 71   | Francesco Maria Nicolis              | Italie         | 1674-1676 |                 |
| 72   | Jose Ximenes Samaniego               | Espagne        | 1676-1682 |                 |
| 73   | Pietro Marini Sormani                | Italie         | 1682-1688 |                 |
| 74   | Marcos de Zarzosa                    | Espagne        | 1688-1690 |                 |
| 75   | Juan Aluin                           | Espagne        | 1690-1694 |                 |
| 76   | Bonaventura Pomerio de Taverna       | Italie         | 1694-1697 |                 |
| 77   | Matteo da Santo Stefano              | Italie         | 1697-1700 |                 |
| 78   | Luis Torres                          | Espagne        | 1700-1701 |                 |
| 79   | Ildefonso Biesma                     | Espagne        | 1702-1716 |                 |
| 80   | Jose Garcia                          | Espagne        | 1717-1723 |                 |
| 81   | Lorenzo Cozza de San Lorenzo         | Italie         | 1723-1726 |                 |
| 82   | Matteo Basile (it) de Parete         | Italie         | 1727-1729 |                 |
| 83   | Juan Soto da Valladolid              | Espagne        | 1729-1736 |                 |
| 84   | Juan Bermejo                         | Espagne        | 1736-1740 |                 |
| 85   | Gaetano Politi de Laurino            | Italie         | 1740-1744 |                 |
| 86   | Rafaello Rossi de Lugagnano          | Italie         | 1744-1750 |                 |
| 87   | Pedro Juanete de Molina              | Espagne        | 1750-1756 |                 |
| 88   | Clemente Guignoni de Palerme         | Italie         | 1756-1762 |                 |
| 89   | Pedro Juanete de Molina              | Espagne        | 1762-1768 |                 |
| 90   | Pasquale Frasconi de Varèse          |                | 1768-1791 |                 |
| 91   | Joaquin de Campany i Soler           | Espagne        | 1792-1806 |                 |
| 92   | Ilario Cervelli de Montemagno        | Italie         | 1806-1814 |                 |
| 93   | Gaudenzio Patrignani de Coriano      | Italie         | 1814-1817 |                 |
| 94   | Cirilo Alameda y Brea                | Espagne        | 1817-1824 |                 |
| 95   | Giovanni Tecca de Capestrano         | Italie         | 1824-1830 |                 |
| 96   | Luis Iglesias                        | Espagne        | 1830-1834 |                 |
| 97   | Bartolome Altemir                    | Espagne        | 1835-1838 |                 |
| 98   | Giuseppe Maria Maniscalco            | Italie         | 1838-1844 |                 |
| 99   | Luigi Flamini de Loreto              | Italie         | 1844-1850 |                 |
| 100  | Venanzio Metildi de Celano           | Italie         | 1850-1856 |                 |
| 101  | Bernardino Trionfetti de Montefranco | Italie         | 1856-1832 |                 |
| 102  | Raffaele Lippi de Pontecchio Marconi | Italie         | 1862-1869 |                 |
| 103  | Bernardino dal Vago de Portogruaro   | Italie         | 1869-1889 |                 |
| 104  | Luigi da Parma                       | Italie         | 1889-1897 |                 |
| 105  | Aloysius Lauer                       | Allemagne      | 1897-1901 |                 |
|      | David Fleming                        |                | 1901-1915 | vicaire général |
| 106  | Dionysius Schüler                    | Allemagne      | 1903-1911 |                 |
| 107  | Pacifico Monza                       | Italie         | 1911-1915 |                 |
| 108  | Serafino Cimino de Capri             | Italie         | 1915-1921 |                 |
| 109  | Bernardino Klumper                   | Allemagne      | 1921-1927 |                 |
| 110  | Bonaventura Marrani                  | Italie         | 1927-1933 |                 |
| 111  | Leonardo Bello                       | Italie         | 1933-1944 |                 |
|      | Policarp Schmoll                     |                | 1944-1945 | vicaire général |
| 112  | Valentin Schaaf                      | États-Unis     | 1945-1946 |                 |
| 113  | Pacifico Perantoni                   | Italie         | 1947-1952 |                 |
| 114  | Agostino Sepinski                    | France         | 1952-1965 |                 |
| 115  | Constantin Koser                     | Brésil         | 1965-1979 |                 |
| 116  | John Vaughn                          | États-Unis     | 1979-1991 |                 |
| 117  | Hermann Schalück                     | Allemagne      | 1991-1997 |                 |
| 118  | Giacomo Bini                         | Italie         | 1997-2003 |                 |
| 119  | José Rodríguez Carballo              | Espagne        | 2003-2013 |                 |
| 120  | Michael Anthony Perry                | États-Unis     | 2013-     |                 |

### Ministres généraux desmineurs conventuels
- 44 Antonio Macelo de Petris de Cherso (1517-1520)
- 45 Antonio Sassolini (1520-1525)
- 46 Giovanni Vigerio (1525-1530)
- 47 Giacomo Antonio Ferduzzi (1530-1537)
- 48 Lorenzo Spada (1537-1543)
- 49 Buenaventura Fauni-Pio (1543-1549)
- 50 Giovan Giacomo Passeri (1549-1551)
- 51 Giulio Magnani (1551-1559)
- 52 Giovanni Antonio Muratori de Cervia (1559-1559)
- Juan Antonio Delfini (1559-1561), vicaire général
- 53 Antonio de' Sapienti (1561-1566)
- Felice Peretti de Montalto (1566-1568), vicaire général
- 54 Giovanni Tancredi (1568-1568)
- 55 Giovanni Pico (1568-1574)
- 56 Pietro Antonio Camilli (1575-1580)
- 57 Antonio Fera (1581-1584)
- 58 Clemente Bontadosi (1584-1586)
- 59 Evangelista Pellei (1586-1590)
- 60 Giuliano Causi (1590-1590)
- 61 Francesco Bonfigli (1590-1591)
- Ludovico Albuzzi (1592-1593), vicaire général
- 62 Filippo Gesualdi (1593-1602)
- 63 Giuseppe Pisculli (1602-1607)
- 64 Guglielmo Huges de Avignon (1608-1612)
- 65 Giacomo Montanari (1612-1622)
- 66 Michele Misserotti (1622-1623)
- 67 Felice Franceschini (1625-1632)
- 68 Giovan Battista Berardicelli (1632-1647)
- 69 Michelangelo Catalani (1647-1653)
- 70 Felice Gabrielli (en) (1653-1659)
- 71 Giacomo Fabretti (1659-1665)
- 72 Andrea Bini (1665-1670)
- 73 Marziale Pellegrini de Castrovillari (1670-1677)
- 74 Giuseppe Amati (1677-1683)
- 75 Antonio Aversani (1683-1689)
- 76 Giuseppe Maria Bottari
- 77 Felice Rotondi (1695-1701)
- 78 Vincenzo Maria Coronelli (1701-1707)
- Carlo Baciocchi (1701-1704), vicaire général
- 79 Bernardino Angelo Carucci (1707-1713),
- 80 Domenico Andrea Borghesi (1713-1718)
- Giuseppe Maria Baldrati (1718-1719), vicaire général
- 81 Carlo Giacomo Romilli (1719-1725)
- 82 Giuseppe Maria Baldrati (1725-1731)
- 83 Vincenzo Conti (1731-1738)
- Felice Angelo Sidori (1738-1741), vicaire général
- 84 Giovan Battista Minucci (1741-1747)
- 85 Carlo Antonio Calvi (1747-1753)
- 86 Giovan Battista Costanzo (1753-1759)
- 87 Giovan Battista Columbini (1759-1764)
- 88 Domenico Andrea Rossi (1764-1771)
- 89 Luigi Maria Marzoni (1771-1777)
- 90 Gian Carlo Vipera (1777-1783)
- 91 Federico Lauro Barbarigo (1783-1789)
- 92 Giuseppe Maria Medici (1789-1795)
- 93 Bonaventura Bartoli (1795-1803)
- 94 Nicola Papini (1803-1809)
- 95 Giuseppe Maria de Bonis (1809-1824)
- 96 Luigi Battistini (1824-1830)
- 97 Domenico Secondi (1830-1832)
- Francesco Antonio Orioli (1832-1833), vicaire général
- 98 Antonio Paolo Barbetti (1833-1839)
- 99 Angelo Bigoni (1839-1845)
- 100 Giuseppe Carlo Magni (1845-1851)
- 101 Giacinto Gualerni (1851-1857)
- 102 Salvatore Calì (1857-1864)
- 103 Ludovico Marangoni (1864-1872)
- 104 Antonio Maria Adragna (1872-1879)
- 105 Bonaventura Maria Soldatic de Cherso (1879-1891)
- 106 Lorenzo Caratelli (1891-1904)
- 107 Domenico Reuter (1904-1910)
- 108 Vittorio Maria Sottaz (1910-1919)
- Francesco Dall'Olio (1913-1919), vicaire général
- 109 Domenico Maria Tavani (1919-1924)
- 110 Alfonso Orlich (Orlini) (1924-1930)
- 111 Domenico Maria Tavani (1930-1936)
- 112 Beda Maria Hess (1936-1953)
- Bonaventura Mansi (1953-1954), vicaire général
- 113 Vittorio Maria Costantini (1954-1960)
- 114 Basilio Maria Heiser (1960-1972)
- 115 Antonio Vitale Bommarco (1972-1984)
- 116 Lanfranco Serrini (1984-1996)
- 117 Gianfranco Agostino Gardin (it) (1996-2002)
- 118 Joachim Giermek (it) (2002-2007)
- 119 Marco Tasca (2007-2019)
- 120 Carlos Alberto Trovarelli (it) (2019-)

### Vicaires généraux et ministres généraux descapucins
- Matteo da Bascio (1529)
- Ludovico da Fossombrone (1529-1535)
- Bernardino d'Asti (1535-1538)
- Bernardino Ochino (1538-1542)
- Francesco di Iesi (1542-1546)
- Bernardino d'Asti (1546-1552)
- Eusebio d'Ancona (1552-1558)
- Tommaso da Città di Castello (1558-1564)
- Evangelista da Cannobio (1564-1567)
- Mario da Mercato Saraceno (1567-1573)
- Vincenzo da Monte d'Olmo (1573-1574)
- Gerolamo da Montefiore (1574-1581
- Giovanni Maria da Tusa (1581-1584)
- Giacomo da Mercato Saraceno (1584-1587)
- Jeronimo da Polizzi (1587-1593)
- Silvestro da Monteleone (1593-1596)
- Gerolamo da Sorbo (1596-1599)
- Gerolamo da Castelferretti (1599-1602)
- Lorenzo da Brindisi (1602-1605)
- Silvestro d'Assisi (1605-1608)
  - Gerolamo da Castelferetti (1608-1613)
- Paolo da Cesena (1613-1618)
- Clemente da Noto (1618-1619)
- Clemente da Noto (1619-1625)
- Giovanni Maria da Noto (1625-1631)
  - Gerolamo da Narni (1631-1632), vicaire général
  - Francesco da Genova (1632-1634), vicaire général
- Antonio da Modena (1634-1637)
- Giovanni da Moncalieri (1637-1643)
- Innocenzo da Caltagirone (1643-1650)
- Fortunato da Cadore (1650-1656)
- Simpliciano da Milano (1656-1662)
- Marco Antonio da Carpenedolo (1662-1665)
  - Fortunato da Cadore (1665-1667), vicaire général
- Fortunato da Cadore (1667-1669), (2e mandat)
  - Buenaventura da Recanati (1669-1671), vicaire général
- Stefano da Cesena (1671-1678)
- Bernardo da Porto Maurizio (1678-1684)
  - Bonaventura da Recanati (1684-1685), vicaire général
- Carlo Maria da Macerata (1685-1691)
- Bernardino d'Arezzo (1691-1698)
- Giovanni Pietro da Busto Arsizio (1698-1700)
  - Angelicus von Wolfach (1700-1702), vicaire général
- Agostino da Latisana (1702-1709)
- Bernardino da Saluzzo (1709-1710)
  - Giovanni Antonio da Florencia (1710-1712), vicaire général
- Michelangelo da Ragusa (1712-1719)
- Giovanni Antonio da Firenze (1719-1721)
  - Bernardino da Sant'Angelo in Vado (1721-1726), vicaire général
- Hartman da Bressanone (1726-1731)
- Bonventura da Ferrara (1731-1740)
- Jose Maria da Terni (1740-1747)
- Sigismundo da Ferrara (1747-1753)
  - Gelasio da Gorizia (1753-1754), vicaire général
- Serafin von Ziegenhals (1754-1761)
- Pablo da Colindres (1761-1766)
  - Giuseppe Maria da Savorgnano (1766-1768), vicaire général
- Amato da Lamballe (1768-1773)
- Erhard da Radkesburg (1773-1789)
- Angelico da Sassuolo (1789-1796)
- Nicola da Bustillo (1796-1806)
- Michelangelo da Sansepolcro (1806-1814)
  - Mariano d'Alatri (1814-1818), vicaire général
- Francisco de Solchaga (1818-1824)
- Ludovico da Frascati (1824-1830)
- Juan de Valencia (1830-1838)
- Eugenio da Rumilly (1838-1844)
- Luigi da Bagnaia (1844-1845)
  - Andrea d'Arezzo (1845-1847), vicaire général
- Venanzio da Torino (1847-1853)
- Salvatore da Ozieri (1853-1859)
- Nicola da San Giovanni in Marignano (1859-1872)
- Egidio da Cortona (1872-1884)
- Bernardo da Andermatt (1884-1908)
- Pacifico da Seggiano (1908-1914)
- Venanzio de Lisle-en-Rigault (1914-1920)
- Giuseppe Antonio Bussolari da San Giovanni in Persiceto(1920-1926)
- Melchiorre da Benisa (1926-1932)
- Vigilio Federico Dalla Zuagna (1932-1938)
- Donat de Welle (1938-1946)
- Clément de Milwaukee (1946-1952)
- Benigno de Sant'Ilario Milanese (1952-1958)
- Clément de Milwaukee (1958-1964)
- Clémentin de Vlissingen (1964-1970)
- Pascal Rywalski (1970-1982)
- Flavio Roberto Carraro (1982-1994)
- John Dennis Corriveau (1994-2006)
- Mauro Jöhri (2006-2018)
- Roberto Genuin (2018-2021)
- Massimo Fusarelli (2021-...)[6]